# Campionati mondiali di sci alpino 1964
I Campionati mondiali di sci alpino 1964, 18ª edizione della manifestazione organizzata dalla Federazione internazionale sci, si svolsero in Austria dal 30 gennaio all'8 febbraio nel contesto delle competizioni di sci alpino ai IX Giochi olimpici invernali di Innsbruck 1964: le gare olimpiche di discesa libera, slalom gigante e slalom speciale assegnarono anche i titoli iridati, mentre i titoli di combinata ebbero solo validità ai fini dei Mondiali. Tutte la gare furono sia maschili sia femminili.

## Organizzazione e impianti

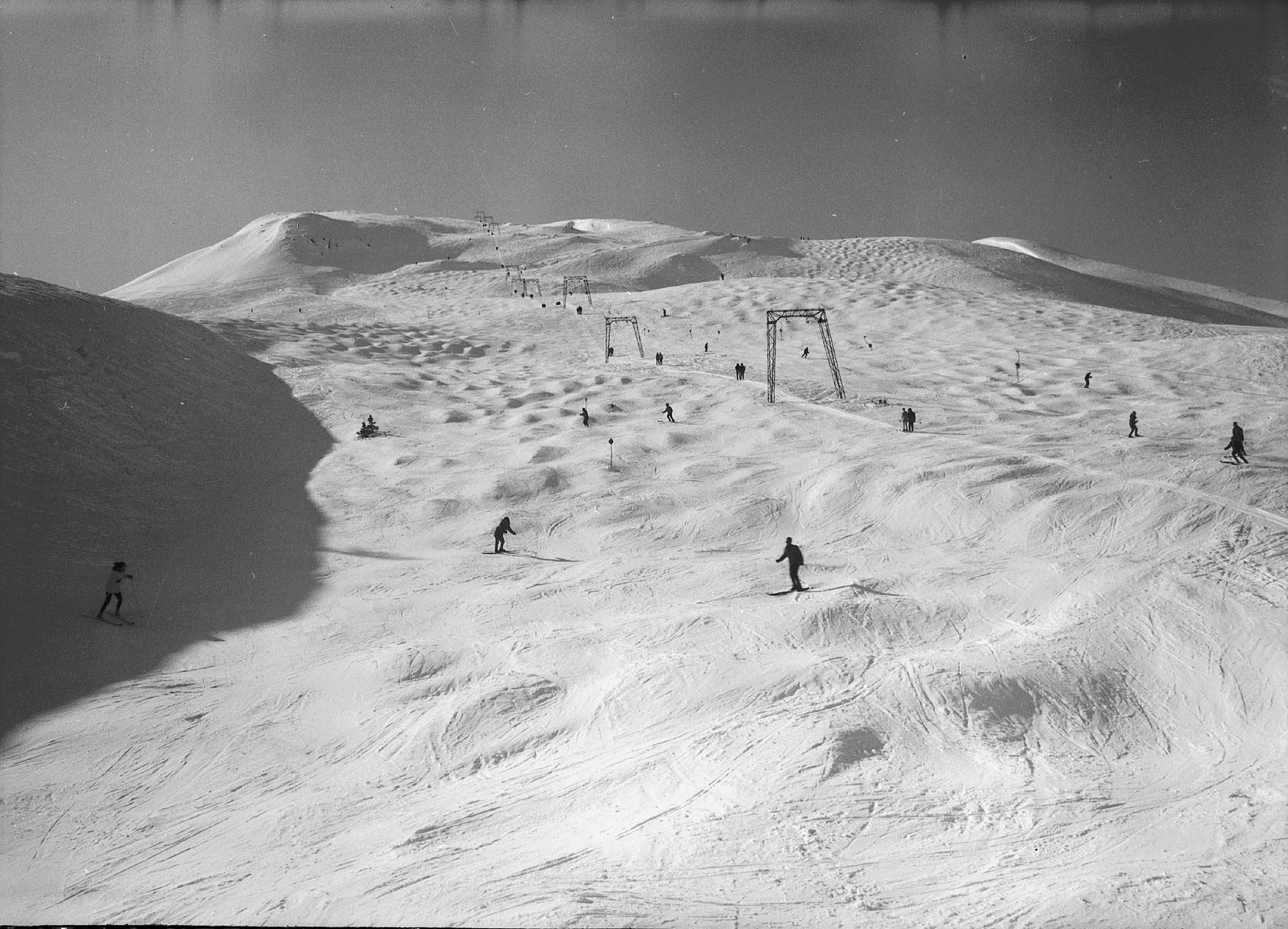
Le piste sciistiche di Axamer Lizum nel 1965

Le gare si disputarono sulle piste Brigitzköpfel e Hoadl di Axamer Lizum e Patscherkofel di Igls.

## Risultati

### Uomini

#### Discesa libera
| Pos. | Atleta           | Nazione  | Tempo   |
| ---- | ---------------- | -------- | ------- |
| 1    | Egon Zimmermann  | Austria  | 2:18,16 |
| 2    | Léo Lacroix      | Francia  | 2:18,90 |
| 3    | Wolfgang Bartels | Germania | 2:19,48 |
| 4    | Jos Minsch       | Svizzera | 2:19,54 |
| 5    | Ludwig Leitner   | Germania | 2:19,67 |
| 6    | Guy Périllat     | Francia  | 2:19,79 |
| 7    | Gerhard Nenning  | Austria  | 2:19,98 |
| 8    | Willy Favre      | Svizzera | 2:20,23 |
| 9    | Willy Bogner     | Germania | 2:20,72 |
| 10   | Heini Messner    | Austria  | 2:20,74 |

#### Slalom gigante
| Pos. | Atleta            | Nazione     | Tempo   |
| ---- | ----------------- | ----------- | ------- |
| 1    | François Bonlieu  | Francia     | 1:46,71 |
| 2    | Karl Schranz      | Austria     | 1:47,09 |
| 3    | Josef Stiegler    | Austria     | 1:48,05 |
| 4    | Willy Favre       | Svizzera    | 1:48,69 |
| 5    | Jean-Claude Killy | Francia     | 1:48,92 |
| 6    | Gerhard Nenning   | Austria     | 1:49,68 |
| 7    | Billy Kidd        | Stati Uniti | 1:49,97 |
| 8    | Ludwig Leitner    | Germania    | 1:50,04 |
| 9    | Jos Minsch        | Svizzera    | 1:50,61 |
| 10   | Guy Périllat      | Francia     | 1:50,75 |

#### Slalom speciale
| Pos. | Atleta           | Nazione     | Tempo   |
| ---- | ---------------- | ----------- | ------- |
| 1    | Josef Stiegler   | Austria     | 2:11,13 |
| 2    | Billy Kidd       | Stati Uniti | 2:11,27 |
| 3    | Jimmy Heuga      | Stati Uniti | 2:11,52 |
| 4    | Michel Arpin     | Francia     | 2:12,91 |
| 5    | Ludwig Leitner   | Germania    | 2:12,94 |
| 6    | Adolf Mathis     | Svizzera    | 2:12,99 |
| 7    | Gerhard Nenning  | Austria     | 2:13,20 |
| 8    | Buddy Werner     | Stati Uniti | 2:13,46 |
| 9    | Wolfgang Bartels | Germania    | 2:15,92 |
| 10   | Stefan Kälin     | Svizzera    | 2:16,04 |

#### Combinata
| Pos. | Atleta          | Nazione     | Punti  |
| ---- | --------------- | ----------- | ------ |
| 1    | Ludwig Leitner  | Germania    | 33,99  |
| 2    | Gerhard Nenning | Austria     | 34,37  |
| 3    | Billy Kidd      | Stati Uniti | 36,45  |
| 4    | Willy Favre     | Svizzera    | 48,82  |
| 5    | Guy Périllat    | Francia     | 51,56  |
| 6    | Karl Schranz    | Austria     | 54,57  |
| 7    | Paride Milianti | Italia      | 85,21  |
| 8    | Ivo Mahlknecht  | Austria     | 90,85  |
| 9    | Raimo Manninen  | Finlandia   | 107,72 |
| 10   | Peter Duncan    | Canada      | 146,23 |

### Donne

#### Discesa libera
| Pos. | Atleta               | Nazione  | Tempo   |
| ---- | -------------------- | -------- | ------- |
| 1    | Christl Haas         | Austria  | 1:55,39 |
| 2    | Edith Zimmermann     | Austria  | 1:56,42 |
| 3    | Traudl Hecher        | Austria  | 1:56,66 |
| 4    | Heidi Biebl          | Germania | 1:57,87 |
| 5    | Barbara Henneberger  | Germania | 1:58,03 |
| 6    | Madeleine Bochatay   | Francia  | 1:59,11 |
| 7    | Nancy Greene         | Canada   | 1:59,23 |
| 8    | Christine Terraillon | Francia  | 1:59,66 |
| 9    | Annie Famose         | Francia  | 1:59,86 |
| 10   | Marielle Goitschel   | Francia  | 2:00,77 |

#### Slalom gigante
| Pos. | Atleta              | Nazione     | Tempo   |
| ---- | ------------------- | ----------- | ------- |
| 1    | Marielle Goitschel  | Francia     | 1:52,24 |
| 2    | Christine Goitschel | Francia     | 1:53,11 |
| 2    | Jean Saubert        | Stati Uniti | 1:53,11 |
| 4    | Christl Haas        | Austria     | 1:53,86 |
| 5    | Annie Famose        | Francia     | 1:53,89 |
| 6    | Edith Zimmermann    | Austria     | 1:54,21 |
| 7    | Barbara Henneberger | Germania    | 1:54,26 |
| 8    | Traudl Hecher       | Austria     | 1:54,55 |
| 9    | Fernande Bochatay   | Svizzera    | 1:54,59 |
| 9    | Pia Riva            | Italia      | 1:54,59 |

#### Slalom speciale
| Pos. | Atleta                     | Nazione     | Tempo   |
| ---- | -------------------------- | ----------- | ------- |
| 1    | Christine Goitschel        | Francia     | 1:29,86 |
| 2    | Marielle Goitschel         | Francia     | 1:30,77 |
| 3    | Jean Saubert               | Stati Uniti | 1:31,36 |
| 4    | Heidi Biebl                | Germania    | 1:34,04 |
| 5    | Edith Zimmermann           | Austria     | 1:34,27 |
| 6    | Christl Haas               | Austria     | 1:35,11 |
| 7    | Liv Christiansen           | Norvegia    | 1:36,38 |
| 8    | Patricia du Roy de Blicquy | Belgio      | 1:37,01 |
| 9    | Pia Riva                   | Italia      | 1:37,20 |
| 10   | Barbara Henneberger        | Germania    | 1:37,55 |
| 10   | Heidi Mittermaier          | Germania    | 1:37,55 |

#### Combinata
| Pos. | Atleta                     | Nazione     | Punti  |
| ---- | -------------------------- | ----------- | ------ |
| 1    | Marielle Goitschel         | Francia     | 34,82  |
| 2    | Christl Haas               | Austria     | 40,11  |
| 3    | Edith Zimmermann           | Austria     | 43,13  |
| 4    | Jean Saubert               | Stati Uniti | 58,76  |
| 5    | Barbara Henneberger        | Germania    | 70,40  |
| 6    | Pia Riva                   | Italia      | 92,50  |
| 7    | Patricia du Roy de Blicquy | Belgio      | 109,11 |
| 8    | Nancy Greene               | Canada      | 115,33 |
| 9    | Heidi Mittermaier          | Germania    | 130,58 |
| 10   | Liv Christiansen           | Norvegia    | 140,36 |

## Medagliere per nazioni

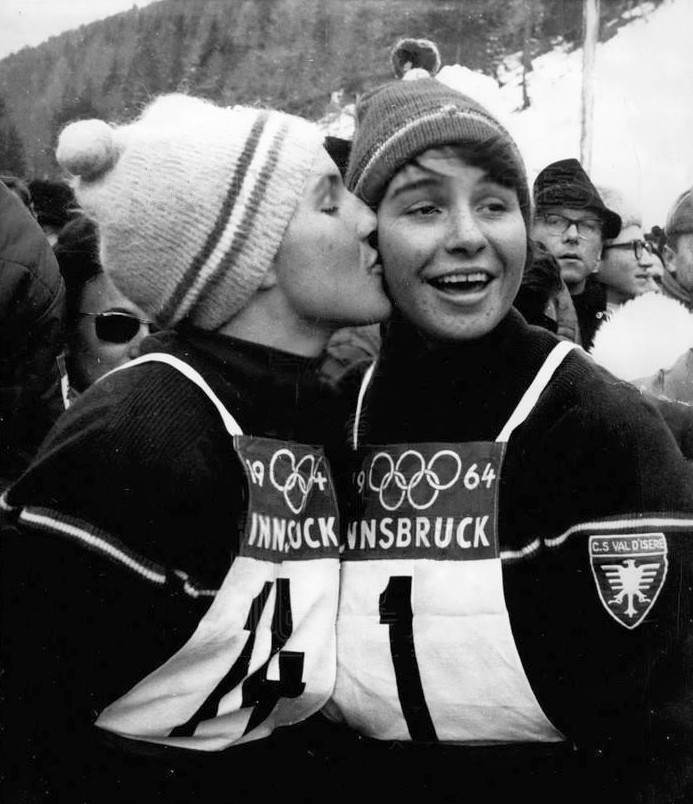
Christine (a sinistra) e Marielle Goitschel al termine della gara di slalom speciale: le due sorelle francesi vinsero la medaglia d'oro e quella d'argento, rispettivamente, nello slalom speciale e nello slalom gigante. Marielle conquistò l'oro anche nella combinata

| Pos. | Nazione     | Oro | Argento | Bronzo | Totale |
| ---- | ----------- | --- | ------- | ------ | ------ |
| 1    | Francia     | 4   | 3       | 0      | 7      |
| 2    | Austria     | 3   | 4       | 3      | 10     |
| 3    | Germania    | 1   | 0       | 1      | 2      |
| 4    | Stati Uniti | 0   | 2       | 3      | 5      |